# Arctosa aussereri
Arctosa aussereri är en spindelart som först beskrevs av Eugen von Keyserling 1877.  Arctosa aussereri ingår i släktet Arctosa och familjen vargspindlar. Inga underarter finns listade i Catalogue of Life.